# La Brionne
La Brionne är en kommun i departementet Creuse i regionen Nouvelle-Aquitaine i de centrala delarna av Frankrike. Kommunen ligger i kantonen Saint-Vaury som tillhör arrondissementet Guéret. År 2022 hade La Brionne 452 invånare.

## Befolkningsutveckling
Antalet invånare i kommunen La Brionne
Referens:INSEE